# Коллінс (Міссурі)
Коллінс (англ. Collins) — селище (англ. village) в США, в окрузі Сент-Клер штату Міссурі. Населення — 125 осіб (2020).

## Географія
Коллінс розташований за координатами 37°53′20″ пн. ш. 93°37′19″ зх. д. / 37.88889° пн. ш. 93.62194° зх. д. (37.889022, -93.621823).  За даними Бюро перепису населення США в 2010 році селище мало площу 0,66 км², уся площа — суходіл.

## Демографія
Згідно з переписом 2010 року, у селищі мешкало 159 осіб у 67 домогосподарствах у складі 42 родин. Густота населення становила 242 особи/км².  Було 85 помешкань (129/км²).
Расовий склад населення:
| - 99,4 % — білих |

До двох чи більше рас належало 0,6 %. Частка іспаномовних становила 2,5 % від усіх жителів.
За віковим діапазоном населення розподілялося таким чином: 27,0 % — особи молодші 18 років, 54,1 % — особи у віці 18—64 років, 18,9 % — особи у віці 65 років та старші. Медіана віку мешканця становила 39,3 року. На 100 осіб жіночої статі у селищі припадало 93,9 чоловіків;  на 100 жінок у віці від 18 років та старших — 96,6 чоловіків також старших 18 років.
Середній дохід на одне домашнє господарство  становив 25 427 доларів США (медіана — 20 313), а середній дохід на одну сім'ю — 32 458 доларів (медіана — 24 375). За межею бідності перебувало 39,4 % осіб, у тому числі 56,3 % дітей у віці до 18 років та 21,9 % осіб у віці 65 років та старших.
Цивільне працевлаштоване населення становило 47 осіб. Основні галузі зайнятості: освіта, охорона здоров'я та соціальна допомога — 36,2 %, мистецтво, розваги та відпочинок — 25,5 %, роздрібна торгівля — 12,8 %, транспорт — 6,4 %.